# 8406 Iwaokusano
8406 Iwaokusano è un asteroide della fascia principale. Scoperto nel 1995, presenta un'orbita caratterizzata da un semiasse maggiore pari a 2,3772515 UA e da un'eccentricità di 0,1489923, inclinata di 1,56645° rispetto all'eclittica.